# Martin Scorsese Presents the Blues: Eric Clapton
Martin Scorsese Presents the Blues: Eric Clapton ist ein Musikalbum, das Martin Scorsese in Zusammenarbeit mit Eric Clapton produzierte und das am 9. September 2003 veröffentlicht wurde.
Auf dem Album sind bereits zuvor veröffentlichte Aufnahmen aus den Jahren 1966 bis 1970 der John Mayall & the Bluesbreakers mit Eric Clapton, Cream, Blind Faith, Derek and the Dominos sowie je eine Kooperation von Clapton und Howlin’ Wolf (aus The London Howlin’ Wolf Sessions) bzw. Duane Allman enthalten. 2004 erreichte das Album Platz 5 der Top-Blues-Album-Charts.

## Titelliste
1. All Your Love – 3:35 (Willie Dixon, Otis Rush) – The Bluesbreakers with Eric Clapton[1]
2. Steppin' Out – 2:30 (James C. Bracken) – The Bluesbreakers with Eric Clapton
3. Rollin’ and Tumblin’ – 4:44 (Muddy Waters) – Cream
4. I'm So Glad – 4:01 (Skip James) – Cream
5. Spoonful – 16:46 (Willie Dixon) – Cream
6. Sleeping in the Ground – 4:47 (Sam Myers) – Blind Faith
7. Rockin' Daddy – 3:48 (Chester Burnett, Willie Dixon) – Eric Clapton, Howlin’ Wolf
8. Have You Ever Loved a Woman – 6:54 (Sam Hopkins, BB King, Billy Myles) – Derek and the Dominos
9. Mean Old World – 3:52 (Walter Jacobs, Little Walter) – Eric Clapton, Duane Allman
10. Crossroads – 8:36 (Robert Johnson) – Derek and the Dominos

## Rezeption
Die Musikwebsite Allmusic zeichnete das Album mit vier von fünf möglichen Sternen aus: „Es ist einfach ganz klar, wie unglaublich Eric Clapton den Blues und die Rockmusik voranbrachte.“ BBC-Music-Kritiker Mick Fitzsimmons fand, dass alle Songs sehr gut abgestimmt seien und deutlich werde, warum Clapton ein brillanter Bluesmusiker sei.